# ماریوس کوزمیوک
ماریوس کوزمیوک (رومانیایی: Marius Cozmiuc؛ زادهٔ ۷ سپتامبر ۱۹۹۲) قایقران روئینگ اهل رومانی است.
وی در مسابقات کشوری و بین‌المللی در مجموع برندهٔ ۱ مدال طلا، ۵ مدال نقره، ۱ مدال برنز شده‌است.